# Colostethus inguinalis
Colostethus inguinalis – gatunek płaza bezogonowego z rodziny drzewołazowatych (Dendrobatidae). Nie ma polskiej nazwy. Jego łaciński epitet gatunkowy oznacza „pachwinowy”.

## Występowanie
Zwierzę to jest gatunkiem endemicznym, żyjącym jedynie w północno-zachodniej Kolumbii.
Środowisko jego życia, jak i wielu innych drzewołazowatych, stanowią nizinne lasy deszczowe wzdłuż strumieni. Zniszczenie tegoż środowiska stanowi zagrożenie dla przetrwania gatunku.